# George Russu
George Russu sau Gheorghe Rusu (1 martie 1880 - 1 ianuarie 1977) a fost un pictor și sculptor român, specializat în arta bisericească și restaurarea icoanelor. În anul 2006 a fost recunoscut postum  de către Institutul Yad Vashem din Ierusalim ca drept intre popoare pentru că a salvat o familie de evrei în perioada prigoanei împotriva evreilor și a Holocaustului în anii celui de-al Doilea Război Mondial.

## Biografie

### Anii copilăriei și tinereții
George sau Gheorghe Russu (Rusu) s-a născut in 1880 într-o familie românească din satul Ida Mare (astăzi Viile Tecii, din Transilvania, în timpul administrației austro-ungare. Azi localitatea se află în județul Bistrița-Năsăud din România. După unul din izvoarele existente , Russu s-ar fi născut în satul Cetatea de Baltă din Județul Alba. Tatăl său era Ioan Russu  (1857-1927), iar mama sa - Maria, născută Cristea (1862-1944). Un unchi al mamei sale era Ilie Cristea (1868-1939), devenit ulterior Miron Cristea, cel dintâi Patriarh al Bisericii Ortodoxe Române (1925-1939) și Prim-ministrul României (1938-1939). Între străbunii familiei din partea mamei s-a numărat și Constantin Romanu-Vivu (1821-1849), teolog și martir al revoluției de la 1848-1849.
Russu a studiat la școala elementară și apoi la liceul grăniceresc austro-ungar din Bistrița, ultimii doi ani de liceu efectuând la un liceu din Brașov. Deoarece avea o atragere pentru religie, și în familia sa din partea mamei, a fost șapte generații de preoți  , s-a înscris la Institutul pedagogic teologic creștin ortodox Andreiana din Sibiu. Dar,după patru semestre, a întrerupt studiile acolo, fiindcă a simțit că are chemare mai mult pentru arta religioasă decât pentru cariera clericală. Ca secretar al unchiului său, episcopul Miron Cristea, Russu a efectuat călătorii de studiu pentru a cerceta tradițiile de pictură și gravură din lăcașurile religioase românești. În 1905 a obținut cu sprijinul unchiului, o bursă de studii la Academia de Arte Frumoase din München , unde a s-a interesat mai ales de arta bizantină. Acolo a făcut cunoștință cu viitorul teolog Dumitru Stăniloae care învăța la Universitatea din München.
La Academia de Arte a avut ca profesori pe Julius Diez (1870-1957) (compoziție), Franz von Stuck (1863-1928) și pe Angelo Jank (1868-1940) ( pictarea de animale). De la Max Dörner (1870-1939) a deprins în 1906 tehnici de restaurare a operelor de artă. Russu s-a împrietenit cu Diez care i-a devenit mentor și l-a încurajat în a se perfecționa în pictura bisericească și în ilustrații cu ajutorul gravării în lemn.
Ca membru în echipa lui Diez, Russu a participat la crearea de picturi murale în instituții însemnate de pe cuprinsul Europei, între care Muzeul Tehnic din München (1908) și Mozarteum din Salzburg (1909). În cursul acestei activități Russu a realizat picturi în stil modern clasic  influențat de Diez, Von Stuck, ca și de stilul Art Nouveau.
În 1914 când a izbucnit Primul Război Mondial, Russu a fost înrolat în armata austro-ungară ca ofițer, însă, după intrarea României în război, a părăsit Austro-Ungaria și s-a alăturat armatei române.

### Continuarea activității artistice
Până în 1939 Russu și-a împărțit timpul între România și Germania, continuând să picteze icoane, într-un stil personal, dar in spiritul tradiției bisericești românești. A lucrat la mai multe proiecte ca, de pildă, „Muzica” si „Timpul” (proiect în domeniul decorării cupolelor bisericilor), de asemenea în anii 1920-1921 a participat la supravegherea construcției monumentelor în memoria eroilor Marelui Război, de pildă, în Cimitirul Eroilor de la Porumbacu de Sus , a pictat creații murale ca, de pildă, „Alegoria Păcii” în mozaic de la Târgu Mureș, precum și câteva picturi istorice: „Unirea Ardealului cu Țara” și ... la Muzeul Patriarhiei din București  
În jurul anului 1928 Institutul pentru Scripturi și misiune ortodoxă din Bucuresti l-a atras într-un proiect de largă difuzare a icoanelor. Lui i s-au datorat două dintre aceste icoane, închinate lui Isus și Sfintei Fecioare. Ele au fost puse în vânzare la prețuri ieftine în scopul educației religioase a publicului.
În 1937 Russu a ilustrat în stil neo-bizantin Noul Liturghier românesc, redactat de profesorul Ioan Mihălcescu și preotul Paraschiv Anghelescu.
Creații ale sale împodobesc numeroase biserici de pe cuprinsul României. Între altele, la cererea patriarhului Miron Cristea, Russu a realizat patru icoane și a planificat proiectul sculptural (cu contribuția însemnată a meșterului Moise Șchiopu)) al iconostasului Catedralei Mitropolitane din Cluj. Acest iconostas a fost inaugurat în 1933 în prezența regelui Carol al II-lea 
În 1923 Russu a realizat si noul iconostas din Biserica Sfântul Ilie a mănăstirii Toplița, ctitorită de Miron Cristea. 

În 1938 George Russu a fost numit director artistic al Tipografiei de cărți bisericești ale Patriarhiei din București.
Din punct de vedere politic el a aderat la un anumit moment la Partidul Național Țărănesc condus de Iuliu Maniu.
În 1939  a revenit din Germania pentru a lua parte la construirea unei noi catedrale, lăsându-și soția și fiica în Germania.
După izbucnirea celui de al Doilea Război Mondial în 1939 nu s-a mai putut întoarce în Germania. În cursul bombardamentelor aeriene asupra orașului München, sotia si fiica sa au transferat colecția sa de tablouri în afara casei într-un loc protejat.

### În anii celui de-al Doilea Război Mondial
În 1942 Russu a fost numit consilier artistic al Mitropoliei ortodoxe române a Bucovinei la Cernăuți în fruntea căreia stătea mitropolitul Tit Simedrea. În această calitate a reorganizat Muzeul mitropoliei. În iunie-iulie 1941, după recucerirea Bucovinei de nord din mâinile sovieticilor de către armata română, aliată a Germaniei, un tipograf și grafician evreu pe nume David Șlacman, originar din Iași, care lucrase în anii 1940-1941 la tipografia Catedralei mitropolitane române din Cernăuți, a fost ridicat împreună cu soția Ida și cei trei copii (Marcel-Meir, Gari și Beatrice) și trimis în ghetoul înființat de guvernul român pentru concentrarea evreilor din oraș. Când au început acțiunile de deportare a evreilor în Transnistria familia Șlacman s-a ascuns într-o pivniță. Primarul Cernăuțiului, Traian Popovici, în intenția de a salva de la deportare un număr cât mai mare de evrei, a obținut de la autoritățile din Bucuresti permisiunea de a adăuga mii de evrei suplimentari la cei lăsați în ghetou sub motivul că munca lor era vitală pentru economia orașului.

David Șlacman a fugit temporar din ghetou și i s-a adresat lui Russu, și l-a rugat să-l ajute prin procurarea unui certificat care să-l scutească pe el și pe familia sa de deportarea în Transnistria. După trecerea câtorva zile, Russu a intrat în ghetou, cu un mare risc, purtând ca evreii, steaua galbenă obligatorie, și i-a predat lui Șlacman un astfel de document. Guvernatorulmilitar, generalul Corneliu Calotescu, refuzase cererea lui Russu, dar șeful său de cabinet, maiorul Stere Marinescu a semnat un document necesar pentru scutirea de deportare. Deși documentul cu semnătura sa nu era de fapt, valid, paznicii ghetoului nu au băgat de seamă, și, datorită acestei fapte, familia Șlacman s-a văzut lăsată în ghetou si apărată de deportare..După înlocuirea primarului Popovici, în 1942 s-au reluat deportările din ghetou și Șlacman a cerut din nou ajutorul lui Russu. El i-a ajutat, de data aceasta, să se ascundă în palatul mitropolitului, se pare, cu aprobarea acestuia. Ei au stat ascunși acolo mai multe luni, și în acest răstimp Russu i-a ajutat cu mâncare și apă.
În 1944 în preajma apropierii trupelor sovietice de Cernăuți, Russu a plecat în partea Transilvaniei aflată sub control românesc, și apoi la București.

### După război
În capitală Russu a fost cooptat în Comisia pentru monumente istorice. A lucrat la restaurarea câtorva din comorile artei ecleziastice românești la mănăstirile Dragomirna-Rarău (1946) și Tismana. Sub noul regim al dictaturii comuniste, nu s-a mai putut reuni cu familia, care a emigrat în Brazilia. În 1948 a pictat Biserica Domnița Bălașa din București, fără a fi retribuit. În mai 1949, în pofida înrudirii cu Miron Cristea și a fostei sale apartenențe la Partidul Național Țărănesc, care erau considerate păcate grave în ochii autorităților, i s-a pus la dispoziție o garsonieră in parohia Sfântul Gheorghe Vechi, iar noul patriarh Iustinian Marina l-a angajat în funcția de consilier de artă al patriarhiei. În 1950 a fost numit profesor la Școala de arta bizantină a Patriarhiei din București. și a fost ales ca membru al Comisiei pentru picturi bisericești. În august 1955 Russu a fost numit director al sectiei de restaurări artistice pedagogice la Mănăstirea Tismana. Șase pictori sub îndrumarea sa  au efectuat în acest loc munci masive de restaurare și conservare, care au inclus picturile murale din secolul al XVIII-lea , care au fost transferate în scop de conservare în muzeul mănăstirii. Între acestea s-au numărat portretele a patru principese - Stana, soția domnitorului Radu Paisie cu fiicele ei, Voica, Stanca și Maria.    
În 1958 Russu a efectuat picturi la Catedrala ortodoxă din Sibiu. Deși a început să-și piardă lumina ochilor, a continuat proiecte grafice de cărți religioase, și munca didactică.
La douăzeci de ani după faptele sale la Cernăuți s-a reluat legătura dintre el și familia Șlacman și Russu a asistat la funeraliile tatălui familiei, David,la București. După aceea legătura dintre ei a slăbit. 
În anul 1970 fiica lui Russu, Domnița Iașinschi-Russu, a obținut permisiunea regimului comunist pentru reunirea familiei, și emigrarea tatălui ei, George Russu, în Brazilia. El și-a trăit ultimii ani în orașul Curitiba din statul Paraná în Brazilia.  El a decedat acolo la 1 ianuarie 1997.
Copiii lui Șlacman au emigrat în Israel. Unul din fii, Marcel, devenit in Israel Meir Shai, profesor de matematică la Liceul Real din Haifa, a acționat pentru recunoașterea lui Russu ca „drept între popoare”.

### Viața privată
George Russu s-a căsătorit în 1920 cu Cornelia, născută Marcovicean (1900-1979). Perechea a avut o fiică, Domnița, devenită, prin căsătorie, Domnita Russu-Iașinschi (1921-2012). Russu a fost încuscrit cu farmacistul și fruntașul legionar Vasile Iașinschi, care era tatăl ginerelui său.

## In Memoriam
- 3 aprilie 2006 - George Russu a fost declarat postum „drept între popoare” de către Institutul Yad Vashem din Ierusalim.[1] Ceremonia de acordare a titlului a avut loc  în iulie 2006la Patriarhia Bisericii Ortodoxe Române din București, în prezența lui Meir Shai  (Schlackmann) și a patriarhului Teoctist al Bisericii Ortodoxe Române, care a preluat distincția in numele familiei.
- Institutul Cultural Român din orașul Curitiba din Brazilia a fost denumit Institutul George Russu.
- 280 opere artistice ale lui George Russu se afla expuse în Muzeul de artă din Curitiba.[12]